# Stiphrolamyra rubicunda
Stiphrolamyra rubicunda är en tvåvingeart som beskrevs av H. Oldroyd 1947. Stiphrolamyra rubicunda ingår i släktet Stiphrolamyra och familjen rovflugor. Inga underarter finns listade i Catalogue of Life.